# DOT语言
DOT語言是一種文本图形描述语言。它提供了一种简单的描述图形的方法，并且可以为人类和计算机程序所理解。DOT语言文件通常是具有.gv或是.dot的文件扩展名。
很多程序都可以处理DOT文件。其中的一些，例如dot，neato，twopi，circo, fdp与sfdp，会读取DOT文件并将之渲染成为图形格式。其它的一些，比如gvpr，gc，accyclic，ccomps，sccmap和tred，可以读取DOT文件并对它代表的图形进行一些处理。类似于GVedit，lefty，dotty和grappa则提供了交互式的界面。以上程序大部分都包括在了Graphviz软件包中。

## 语法

### 图形类别

#### 无向图

一张无向图

在最简单的应用中，DOT语言可以用来描述一张无向图。无向图显示了对象间最简单的关系，例如人之间的友谊。使用关键字graph开始一张无向图的定义，并用大括号包含要描述的节点，双连字号（--）被用来描述节点间的关系。另外，一行的末尾需要加上分号（;）。
```
  
graph
 
graphname
 
{

     
a
 
--
 
b
 
--
 
c
;

     
b
 
--
 
d
;

 
}

```

#### 有向图

一张有向图

类似于无向图，DOT语言也可以用来描述一张有向图，类似于流程图和树状图。其语法与无向图相似，但要在图的最开始使用关键字'digraph'，并用箭头（->）表示节点直接的关系。
```
 
digraph
 
graphname
 
{

    
a
 
->
 
b
 
->
 
c
;

    
b
 
->
 
d
;

}

```

### 属性

一张有属性的图

DOT语言中，可以对节点和边添加不同的属性。这些属性可以控制节点和边的显示样式，例如颜色，形状和线形。可以在语句和句尾的分号间放置一对方括号，并在其中中放置一个或多个属性-值对。多个属性可以被逗号和空格（, ）分开。节点的属性被放置在只包含节点名称的表达式后。
```
 
graph
 
graphname
 
{

     
// label属性可以改变节点的显示名称

     
a
 
[
label
=
"Foo"
];

     
// 节点形状被改变了

     
b
 
[
shape
=
box
];

     
// a-b边和b-c边有相同的属性

     
a
 
--
 
b
 
--
 
c
 
[
color
=
blue
];

     
b
 
--
 
d
 
[
style
=
dotted
];

 
}

```

## 一个简单的例子
以下是一个描述了乙烷化学键结构的示例脚本。这是一个无向图，包括了上述解释的节点属性。
```
 
graph
 
ethane
 
{

     
C_0
 
--
 
H_0
 
[
type
=
s
];

     
C_0
 
--
 
H_1
 
[
type
=
s
];

     
C_0
 
--
 
H_2
 
[
type
=
s
];

     
C_0
 
--
 
C_1
 
[
type
=
s
];

     
C_1
 
--
 
H_3
 
[
type
=
s
];

     
C_1
 
--
 
H_4
 
[
type
=
s
];

     
C_1
 
--
 
H_5
 
[
type
=
s
];

 
}

```

## 支持的程序
DOT语言定义了图，但没有提供渲染图的工具。这里列出了一些可以用来渲染，查看与修改DOT图的程序：
- Graphviz - 一组用来修改和渲染图的软件库和程序。
- OmniGraffle 可以导入DOT语言的一个子集，生成一个可编辑的文档，但转换结果不能被导出成为DOT文件。

## 限制

一张被不当渲染的图片

可以用DOT定义图形的位置细节，虽然不是所有实现了DOT语言的工具都可以适当的处理位置属性。因此，取决于所使用的工具，用户必须依赖于自动布局算法（可能造成非预期的输出）或者繁琐的手工布局节点属性。
例如：
```
digraph
 
g
 
{

	
node
 
[
shape
=
plaintext
]

	
A1
 
->
 
B1

	
A2
 
->
 
B2

	
A3
 
->
 
B3

	

	
A1
 
->
 
A2
 
[
label
=
f
]

	
A2
 
->
 
A3
 
[
label
=
g
]

	
B2
 
->
 
B3
 
[
label
=
"g'"
]

	
B1
 
->
 
B3
 
[
label
=
"(g o f)'"
 
tailport
=
s
 
headport
=
s
]

	
{
 
rank
=
same
;
 
A1
 
A2
 
A3
 
}

	
{
 
rank
=
same
;
 
B1
 
B2
 
B3
 
}
 

}

```

在移动了标签和箭头并改变子脚本的字体大小之后，图形变得正常了

上图有两个问题。右边的方形不是完美的正方形，而且标签(g o f)的位置有问题。
这些问题可以用Inkscape或其它的SVG编辑器修正。在某些情况下，也可以利用pos属性定义位置来修正这样的问题。